# Черны-Мост
Черны-Мост (чеш. Černý Most) — станция пражского метрополитена. Конечная на линии В. Расположена за станцией «Райска заграда». 
Станция открыта 8 ноября 1998 года в составе пятого пускового участка линии В «Českomoravská - Černý Most».

## Характеристика станции
Станция является наземной крытой, состоит из двух платформ и двух путей. 

## Вестибюль
Выход ведет к автовокзалу Черни-Мост. Рядом находится поликлиника Черни-Мост.

## Путевое развитие
1-й путь используется для посадки пассажиров на поезда, в сторону станции Зличин, 2-й путь используется только для высадки пассажиров, поскольку станция является конечной.
За станцией находятся оборотные тупики с двумя путями.

## Галерея

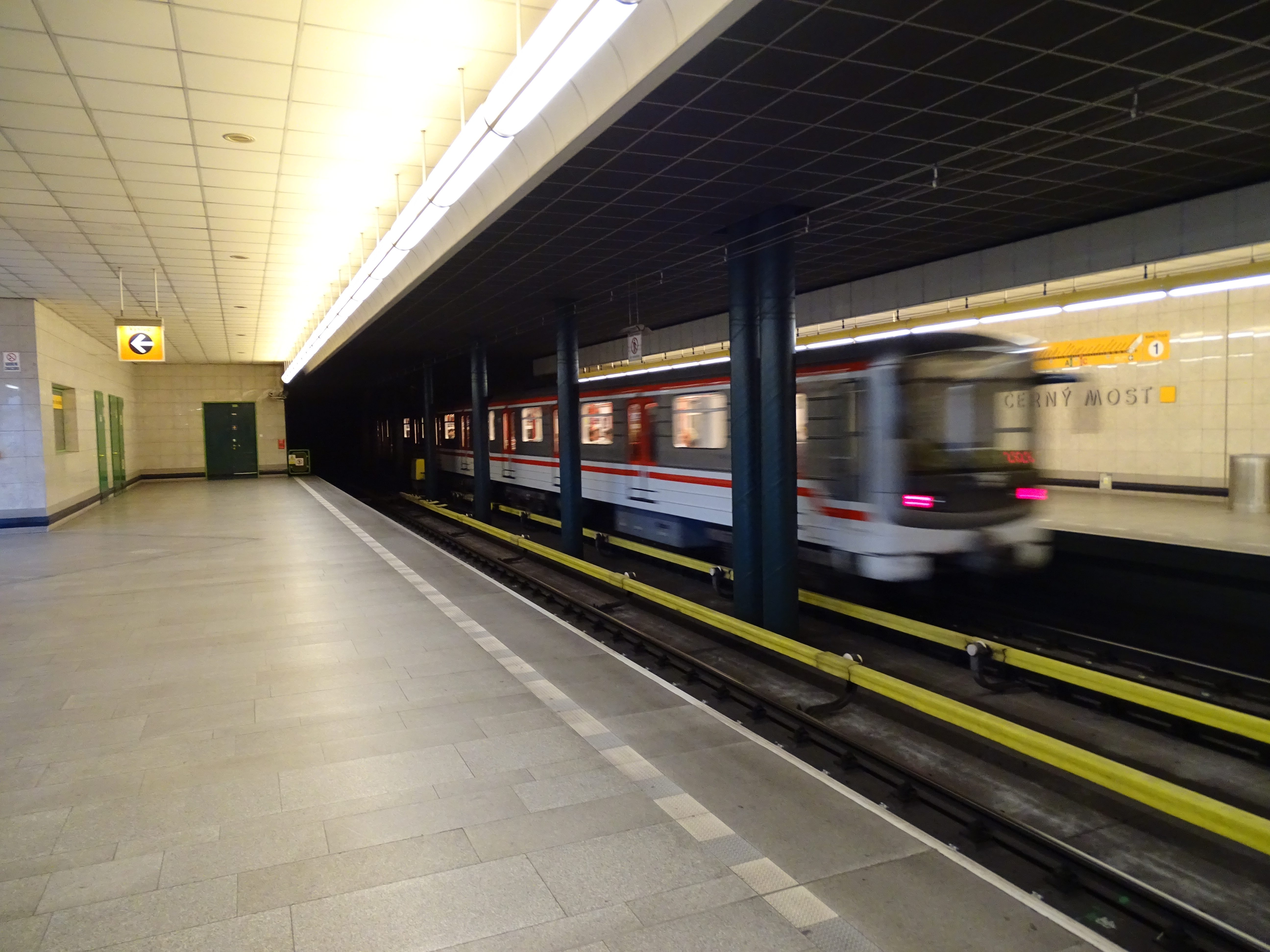
Поезд